# Alka-Seltzer

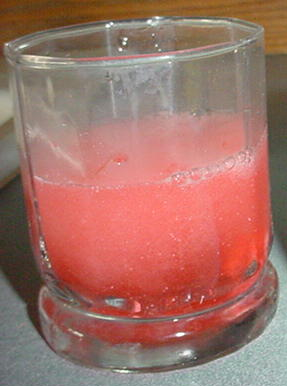
Alka-Seltzer Plus

Alka-Seltzer é a marca de uma linha de medicamentos não sujeitos a prescrição médica da companhia alemã Bayer. Os comprimidos da marca Alka-Seltzer caracterizam-se pela sua rápida dissolução em água que provoca efervescência.